# Ben 10: Obcy rój
Ben 10: Obcy rój (ang. Ben 10: Alien Swarm) – amerykański przygodowo-fantastycznonaukowy film akcji, opierający się na kontynuacji Bena 10, Ben 10: Obca potęga. Jest to sequel poprzedniego filmu akcji Ben 10: Wyścig z czasem. Film został wyprodukowany i wyreżyserowany przez Alexa Wintera, a autorem scenariusza jest John Turman. Obsada została przedstawiona pod koniec marca 2009 w specjalnych reklamach.

## Obsada

### W rolach głównych
- Ryan Kelley – Ben Tennyson
- Galadriel Stineman – Gwen Tennyson
- Nathan Keyes – Kevin Levin
- Alyssa Diaz – Elena

### W pozostałych rolach
- Lee Majors – dziadek Max
- Vicki Lewis – Serena
- Shawn Knowles – opryszek zombie
- Justin Welborn – psychopata #2
- Wilbur Fitzgerald – człowiek finansowany
- Lynn McArthur – kelnerka zombie
- Grace Blaine – kosmita
- Steve Warren – pracownik fabryki zombie
- Tim Brazeal – Wielki Ed
- Aaron Munoz – psychopata #1
- Michael Leath – student zombie
- Travis Grant – student zombie
- Barry Hopkins – pracownik fabryki zombie
- Tammy Luthi Retzlaff – mama zombie
- Jevocas Green – kierownik zgromadzenia zombie
- Eric Packham – konsultant produkcji zombie

### Dubbing kosmitów Bena 10
- Dee Bradley Baker – wszyscy czyli : ziąb, gigantozaur i nanoben

## Wersja polska
Wersja polska: Master Film

Reżyseria i dialogi: Dariusz Dunowski

Dźwięk i montaż: Aneta Michalczyk-Falana

Kierownictwo produkcji: Dariusz Falana

Wystąpili:
- Marcin Hycnar – Ben Tennyson
- Agnieszka Sienkiewicz – Gwen Tennyson
- Paweł Sanakiewicz – dziadek Max
- Sebastian Cybulski – Kevin Levin
- Kamila Boruta – Elena
- Szymon Kuśmider – Validus
- Olga Sawicka – królowa
- Izabela Dąbrowska – głos systemu
- Jacek Król – Ed
- Wojciech Solarz – Fitz
- Paweł Ciołkosz – Helio
- Grzegorz Kwiecień – Genaro
- Michał Piela – Lump
- Jacek Beler – pracownik SHIP-IT
- Maria Niklińska – Molly
- Agnieszka Podsiadlik – kobieta-zombie

Lektor: Radosław Popłonikowski